# Jace Everett
Jace Everett (ur. w 1972 w Evansville) – amerykański muzyk country. Swój debiutancki singiel That's the Kind of Love I'm In opublikował w 2005.

## Życiorys
Jace Everett urodził się w Evansville (Indiana). W młodości, ze względu na pracę swojego ojca, często się przeprowadzał: kolejno do Indianapolis, Saint Louis i w wieku sześciu lat do Fort Worth. Będąc w Teksasie, dowiedział się w kościele o swoich korzeniach w muzyce country. Zaczął grać w kościele i na szkolnych koncertach. Przeniósł się później do Nashville, aby studiować na Belmont University.
W 2005 podpisał kontrakt z Epic Records. W czerwcu tego samego roku opublikował swój pierwszy singiel That's The Kind of Love I'm In, który dostał się na 51 pozycję listy Hot Country Songs magazynu Billboard; w 2006 roku wydał swój pierwszy album. Również w 2006 Josh Turner znalazł się na 1. miejscu listy Hot Country Songs z piosenką Your Man, której Everett był współautorem, i za którą otrzymał nagrodę Broadcast Music Incorporated.
Jego najnowszy album Red Revelations ukazał się w czerwcu 2009.
Bad Things, singiel z debiutanckiego albumu, został wykorzystany w czołówce serialu Czysta krew.

## Dyskografia

### Albumy
| Rok  | Album                  | Wydawnictwo |
| ---- | ---------------------- | ----------- |
| 2005 | Jace Everett           | Epic        |
| 2007 | Old New Borrowed Blues | Phantom     |
| 2009 | Red Revelations        | Weston Boys |

### Single
| Rok  | Singiel                        | Album        |
| ---- | ------------------------------ | ------------ |
| 2005 | That's the Kind of Love I'm In | Jace Everett |
| 2005 | Bad Things                     | Jace Everett |
| 2006 | Nowhere in the Neighborhood    | Jace Everett |
| 2006 | Everything I Want              | Jace Everett |